# 多米尼克國徽
多米尼克國徽為盾徽，被一個十字分為四部分，分別繪有椰子、青蛙、香蕉和帆船。盾上有奔走中的獅子。盾徽左右两侧為两只帝鸚鵡所守護。綬帶上書“我们热爱着在仁慈的上帝守护下的大地”。